# Carretera estatal 291 de la Nurra
La carretera estatal 291 de la Nurra (SS 291), ja en part nova carretera ANAS 168 de Bancali (NSA 168), és una carretera estatal italiana important. Transcorre al nord-oest de la Sardenya, i representa una de les dorsals principals de la regió. Connecta les ciutats més importants d'aquesta part de la Sardenya, Sàsser i l'Alguer.

## Trajectòria
Comença a Sàsser on s'uneix al traçat de l'ara desmantellada carretera estatal 131 Carlo Felice, i travessa les planes de la Nurra. La primera part del traçat té quatre carrils (dos en cada direcció) en calçades separades: es tracta d'un nou traçat que substitueix el vell que passava més al sud i classificat provisionalment com una nova carretera ANAS 168 Bancali (NSA 168) abans de la introducció a l'itinerari de la pròpia SS 291.
Aquest tram passa a través de la unió amb el nou traçat de la carretera estatal 131 Carlo Felice, a través de la ciutat de Bancali, per arribar a l'entorn de la localitat d'Olmedo, fins a trobar-se amb el traçat històric amb només dos carrils total. Continuant a l'esquerra, continua en el que, abans de la inauguració del tram de quatre carrils, era la ruta original de l'estatal. Continuant cap a la dreta, el camí continua cap a l'oest fins a arribar a la rotonda amb la carretera provincial 42 dei Due Mari; després es passa la intersecció de la zona industrial de Sant Marc, arriba a la intersecció de Santa Maria La Palma, fracció de l'Alguer, on la carretera corba és a l'esquerra, per després procedir, un cop passada la cruïlla a l'aeroport Militar de l'Alguer-Fertília i l'aeroport civil, a Fertília, l'encreuament amb la carretera estatal 127 bis Septentrional Sarda.

## Projectes i treballs en curs

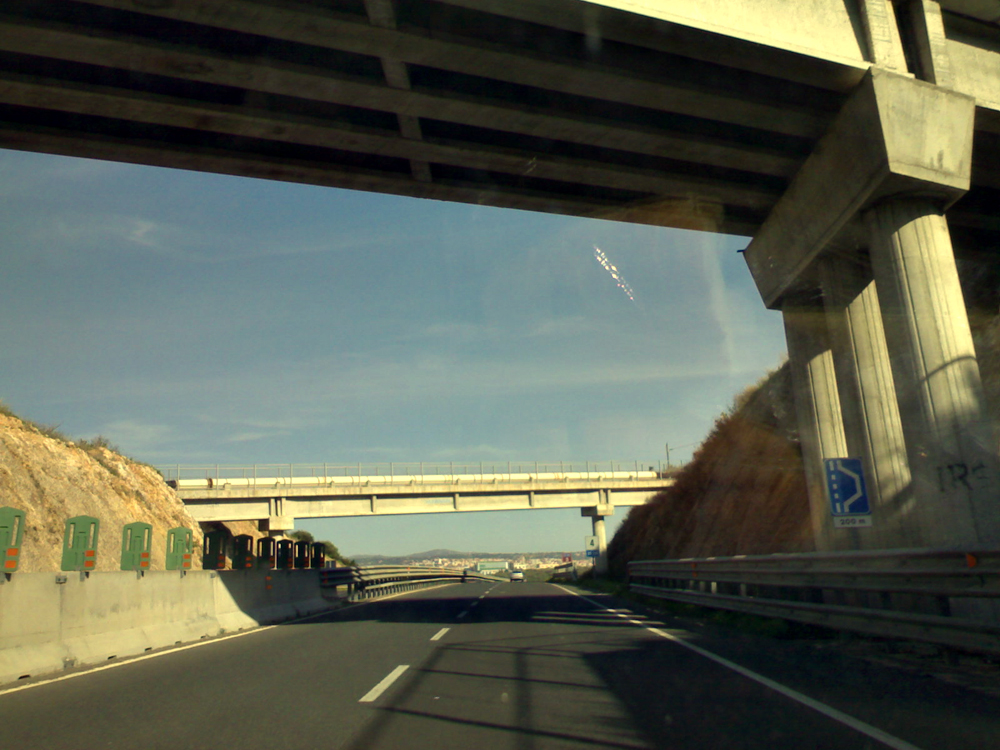
SS 291 vora Sàsser, al km 4.

La importància a nivell nacional i regional que representa la carretera (que connecta dues de les ciutats més importants de Sardenya, així com un aeroport), ha fet que la carretera fos inserida pel Ministeri de Transport en SNIT (Sistema Nacional de Transport Integrat) i en el pla de projectes d'infraestructura relacionats amb el G8 que tindria lloc el 2009 a La Maddalena, identificant-hi, juntament amb la carretera estatal 131 Carlo Felice, la carretera estatal 131 Branca Central Nuoresa i la carretera estatal 597 de Logudor, els eixos principals i, per tant, la viabilitat de tota la xarxa de carreteres de Sardenya.
Per artèries anteriorment citades estan previstes en el futur mesures per adaptar-les a les autopistes estàndard, a partir de la finalització de la secció a quatre carrils de la ciutat d'Olmedo amb l'aeroport i la ciutat de l'Alguer, amb la ulterior construcció d'una carretera de circumval·lació en direcció nord-sud de la Costera del Coral. La tercera tanda de la nova carretera de quatre carrils s'ha completat i obert al trànsit el juliol de 2013, mentre que la segona tanda a l'octubre de 2013.